# BT Возничего
BT Возничего (лат. BT Aurigae) — одиночная переменная звезда в созвездии Возничего на расстоянии (вычисленном из значения параллакса) приблизительно 14100 световых лет (около 4323 парсеков) от Солнца. Видимая звёздная величина звезды — от +18,5m до +13m.

## Характеристики
BT Возничего — красная пульсирующая переменная звезда, мирида (M) спектрального класса M8: или M7. Эффективная температура — около 3285 К.